# Беттанкур, Андре
Андре Беттанкур (фр. André Bettencourt; 21 апреля 1919 — 19 ноября 2007, Нёйи-сюр-Сен) — французский консервативный политик.
В молодости был членом крайне правой группы „Кагуляры“. В 1940 по 1942 сотрудничал с газетой La Terre Française, финансированной нацистами, где опубликовал ряд антисемитских статей.
После Второй мировой войны стал членом либерально-консервативных партий. В 1968 году короткое время был министром почт и телекоммуникаций. Потом был назначен министром промышленности (1968—1969). С 1970 по 1971 год был министром по делам культуры, и в 1973 году, непродолжительное время, занимал пост министра иностранных дел Франции.